# Eucera curvitarsis
Eucera curvitarsis là một loài Hymenoptera trong họ Apidae. Loài này được Mocsáry mô tả khoa học năm 1879.